# Resolutie 1534 Veiligheidsraad Verenigde Naties
Resolutie 1534 van de Veiligheidsraad van de Verenigde Naties werd unaniem door de VN-Veiligheidsraad aangenomen op 26 maart 2004 en vroeg betere medewerking met het Joegoslavië- en het Rwandatribunaal van de betrokken
landen.

## Inhoud

### Waarnemingen
Met resolutie 1503 waren het Joegoslaviëtribunaal en het Rwandatribunaal gevraagd te zorgen dat al hun werk in 2010 voltooid was. Op 9 oktober 2003 hadden de voorzitters van beide tribunalen hun strategieën in die zin voorgesteld. Daarin waren problemen aangehaald in verband met regionale medewerking en de mogelijkheid dat 2010 niet zou worden gehaald.

### Handelingen
Het was van belang dat personen die door het Joegoslavië-tribunaal waren aangeklaagd werden vervolgd en dus werden vooral Servië en Montenegro, Kroatië, Bosnië en Herzegovina en de Servische Republiek in Bosnië en Herzegovina opgeroepen beter samen te werken met het tribunaal door vooral Radovan Karadžić,
Ratko Mladić en Ante Gotovina uit te leveren.
Eveneens was de vervolging van door het Rwanda-tribunaal aangeklaagde personen van belang en werden Rwanda, Kenia, Congo-Kinshasa en Congo-Brazzaville opgeroepen beter mee te werken aan onder meer het onderzoek naar het Rwandese Patriottische Leger en door de uitlevering van Felicien Kabuga en anderen.
De twee tribunalen werden gevraagd alles in het werk te stellen om de onderzoeken tegen eind 2004, de rechtszaken tegen eind 2008 en al hun werk tegen 2010 af te ronden. Ook moesten ze zorgen dat de hoogste verantwoordelijken van misdaden binnen hun jurisdictie door hen berecht werden. Lageren in rang konden worden berecht door nationale rechtbanken.

## Verwante resoluties
- Resolutie 1505 Veiligheidsraad Verenigde Naties (2003)
- Resolutie 1512 Veiligheidsraad Verenigde Naties (2003)
- Resolutie 1567 Veiligheidsraad Verenigde Naties
- Resolutie 1581 Veiligheidsraad Verenigde Naties (2005)

Lijst ·  1522 ·  1523 ·  1524 ·  1525 ·  1526 ·  1527 ·  1528 ·  1529 ·  1530 ·  1531 ·  1532 ·  1533 ·  1534 ·  1535 ·  1536 ·  1537 ·  1538 ·  1539 ·  1540 ·  1541 ·  1542 ·  1543 ·  1544 ·  1545 ·  1546 ·  1547 ·  1548 ·  1549 ·  1550 ·  1551 ·  1552 ·  1553 ·  1554 ·  1555 ·  1556 ·  1557 ·  1558 ·  1559 ·  1560 ·  1561 ·  1562 ·  1563 ·  1564 ·  1565 ·  1566 ·  1567 ·  1568 ·  1569 ·  1570 ·  1571 ·  1572 ·  1573 ·  1574 ·  1575 ·  1576 ·  1577 ·  1578 ·  1579 ·  1580